# اردشیر اردشیر هشنوم
اردشیرِ اردشیر هشنوم (پارسی میانه: Ardašīr ī Ardašī]r-Šnōm) یکی از نجیب‌زادگان ساسانی در سده سوم میلادی در زمان حکومت شاپور یکم بود.

## زندگی

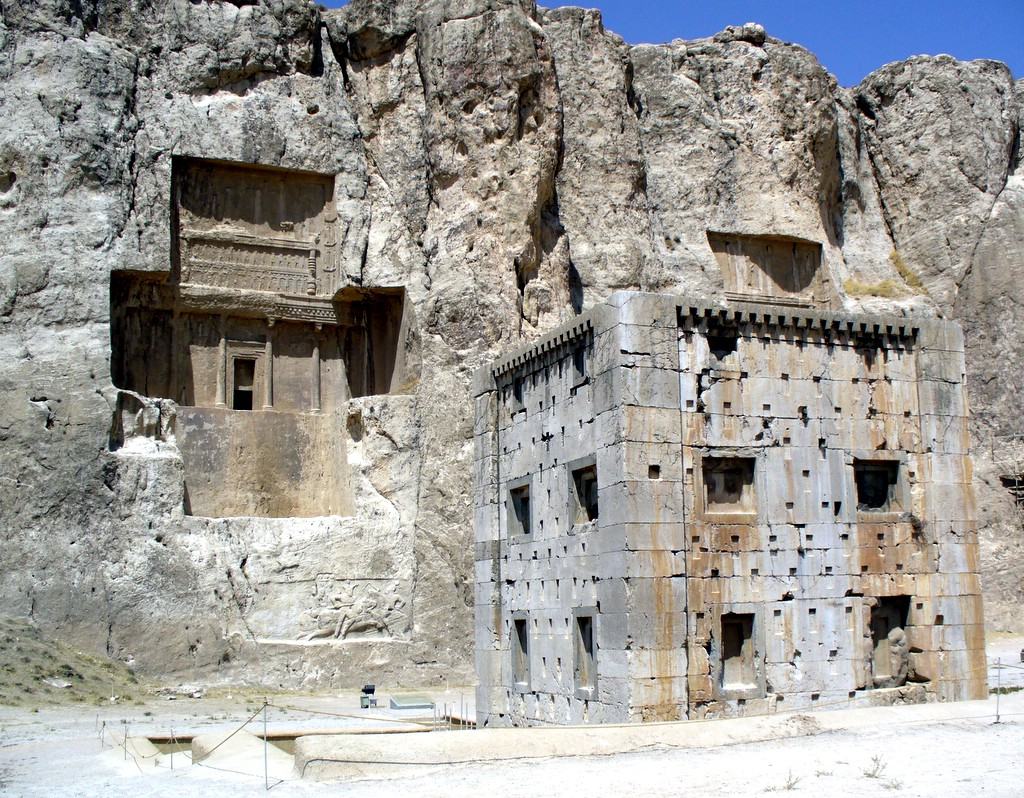
کعبه زرتشت، جایی که سنگ‌نوشته شاپور یکم حک شده‌است

از او در سنگ‌نوشته شاپور یکم بر کعبه زرتشت یاد شده‌است. او در این سنگ‌نوشته در میان ۶۷ نجیب‌زاده در رتبهٔ بیستم قرار دارد. «اردشیر هشنوم» که لقب اوست، به معنای «نیک‌بختی اردشیر» می‌باشد.